# HD 70574
HD 70574，又名BD-05 2512，SAO 135832、HR 3285，是一颗恒星，视星等为6.15，位于銀經229.41，銀緯17.06，其B1900.0坐标为赤經8h 17m 34.7s，赤緯-5° 17.06′ 35″。